# Каниш-Кия
Каниш-Кия (або Каниш-Кія) — село в Чаткальській долині Джалал-Абадської області, Киргизстан. Населений пункт є адміністративним центром Чаткалського району.
| Киргизстан | Це незавершена стаття з географії Киргизстану. Ви можете допомогти проєкту, виправивши або дописавши її. |